# Heitersheim
Heitersheim – miasto w Niemczech, w kraju związkowym Badenia-Wirtembergia, w rejencji Fryburg, w regionie Südlicher Oberrhein, w powiecie Breisgau-Hochschwarzwald, siedziba wspólnoty administracyjnej Heitersheim. Leży nad rzeką Sulzbach, ok. 20 km od Fryburga Bryzgowijskiego.

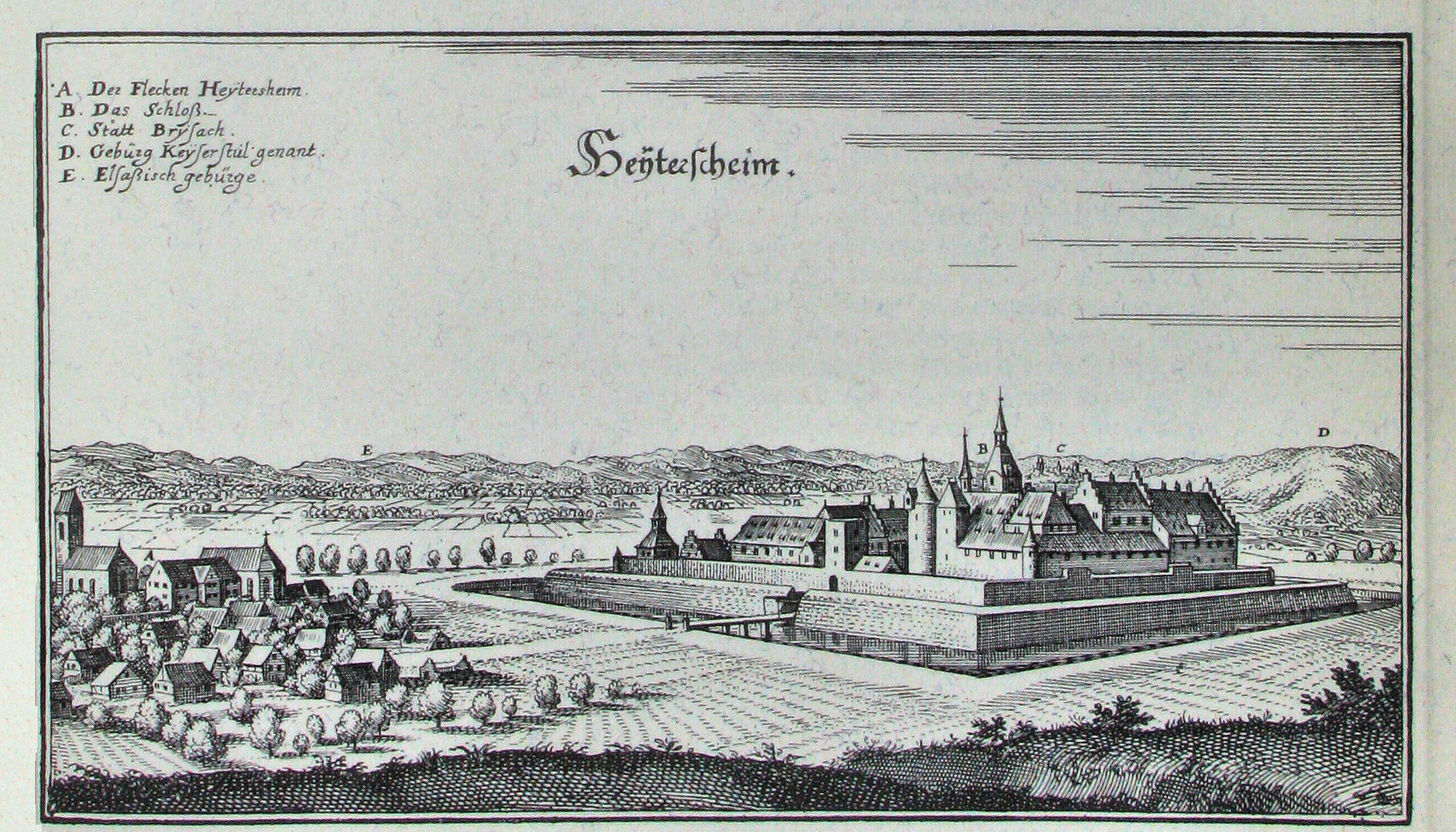
Zamek w Heitersheim. Sztych Matthäusa Meriana [w:] Martin Zeiller Topographia Alsatiae, &c. Completa (1663)

Tutejszy zamek był siedzibą Wielkiego Przeoratu Niemiec (niem. Großpriorat Deutschland) Zakonu Rycerzy Maltańskich. 

## Współpraca
Miejscowość partnerska:
- Vandans, Austria